# 亨利·德雷伯
亨利·德雷伯（Henry Draper，1837年3月7日—1882年11月20日），美国医生、天文学家，天体摄影的先驱。
亨利·德雷伯的父亲約翰·威廉·杜雷伯是一位医生、化学家、植物学家，是纽约大学的教授，同时也在1839年到1840年冬天第一个用望远镜拍摄月亮的人 。1857年，20岁的亨利·德雷伯毕业于纽约大学医学院，成为一名医生，1859年成为纽约大学医学院的院长。1867年德雷伯结婚，妻子是一位富有的社会名流。
亨利·德雷伯是天体摄影的先驱者之一，他年轻时访问了欧洲，回国后在家里建立了美国第一座专门用于天体摄影的天文台，并自制反射望远镜。1863年，他拍摄了很多高质量的月亮照片。1872年8月他拍摄了织女星的光谱，这是人类拍摄的第一张恒星光谱的照片。1874年金星凌日时他组织了一支考察队进行拍摄，获得了美国国会颁发的奖章。1880年9月30日，德雷伯使用克拉克兄弟制造的11英寸折射望远镜曝光了50分钟，拍摄了第一张猎户座大星云的照片。除此之外他还拍摄了木星、火星、金星以及其它很多亮星的光谱。
1882年，德雷伯因肺炎去世，终年45岁。去世后，他的遗孀设立了亨利·德雷伯獎章，奖励在天文学上做出杰出贡献的人。她还资助了哈佛大学天文台的爱德华·皮克林、安妮·坎农等人编制收录恒星光谱的亨利·德雷伯星表。月球上的德雷伯环形山也以他的姓氏命名。